# Johannes Ficker
Johannes Ficker, né le 12 novembre 1861 à Leipzig et mort le 19 juin 1944 à Halle-sur-Saale (province de Saxe), est un théologien protestant allemand, professeur d'histoire de l'art et d'archéologie chrétienne. Il fut notamment professeur d'histoire religieuse à l'université impériale allemande de Strasbourg et joua un rôle significatif dans le renouvellement de l'architecture des édifices religieux protestants en Lorraine annexée.
Ficker trouve en 1899 à Rome le manuscrit d'un cours de Martin Luther sur L'Épître aux Romains, cours professé à l'université de Wittenberg en 1515-1516 : cette découverte cruciale marque un tournant historiographique important dans l'étude de la figure du Réformateur. En effet, tandis que l’histoire traditionnelle de Luther est alors échafaudée à partir de ses affirmations postérieures à la Réforme (à l'exemple de Köstlin, Kolde ou encore Kuhn), cette nouvelle approche s'intéresse en premier lieu à la formation de la pensée de Luther, à la restitution d’une évolution luthérienne singulière (à l’exemple de Denifle et sa « démolition » catholique, ou de Lucien Febvre et son ouvrage Martin Luther, un destin), dans laquelle le document publié par Ficker (en 1908 seulement, bien qu'il soit connu par de nombreux savant dès 1899) joue un rôle crucial.